# NGC 6859
NGC 6859 је тројна звезда у сазвежђу Орао која се налази на NGC листи објеката дубоког неба.
Деклинација објекта је + 0° 26' 40" а ректасцензија 20h 3m 49,5s. Привидна величина (магнитуда) објекта NGC 6859 износи 12,9.